# Pallavolo ai Giochi della XXXI Olimpiade - Qualificazioni al torneo maschile (CAVB)
Le qualificazioni africane di pallavolo maschile ai Giochi della XXXI Olimpiade si sono svolte dal 7 al 12 gennaio 2016 a Brazzaville, nella Repubblica del Congo: al torneo hanno partecipato sette squadre nazionali africane e la prima classificata si è qualificata per i Giochi della XXXI Olimpiade.

## Impianti
|                                                                     |  |  |
|                                                                     |  |  |
| Henri Elende Hall Città: Brazzaville Capienza: - Anno d'apertura: - |  |  |

## Regolamento

### Formula
Le squadre hanno disputato una prima fase a gironi con formula del girone all'italiana; al termine della prima fase:
- Le prime due classificate di ogni girone hanno acceduto alla fase finale, strutturata in semifinali, finale per il terzo posto e finale.
- La terza classificata di ogni girone ha acceduto alla finale per il quinto posto.

### Criteri di classifica
Se il risultato finale è stato di 3-0 o 3-1 sono stati assegnati 3 punti alla squadra vincente e 0 a quella sconfitta, se il risultato finale è stato di 3-2 sono stati assegnati 2 punti alla squadra vincente e 1 a quella sconfitta.
L'ordine del posizionamento in classifica è stato definito in base a:
- Numero di partite vinte;
- Punti;
- Ratio dei set vinti/persi;
- Ratio dei punti realizzati/subiti;
- Risultati degli scontri diretti.

## Squadre partecipanti
| Squadra        | Qualificazione      |
| -------------- | ------------------- |
| Algeria        | Wild card           |
| Camerun        | Wild card           |
| Egitto         | Wild card           |
| Nigeria        | Wild card           |
| Rep. del Congo | Paese organizzatore |
| RD del Congo   | Wild card           |
| Tunisia        | Wild card           |

## Torneo

### Fase a gironi
| Girone A       | Girone B     |
| -------------- | ------------ |
| Egitto         | Algeria      |
| Rep. del Congo | Camerun      |
| Tunisia        | Nigeria      |
| -              | RD del Congo |

#### Girone A

##### Risultati
| 7 gennaio 2016 Henri Elende Hall, Brazzaville Durata: 1h:25 - Spettatori: 500 | Tunisia | 3 - 0 | Rep. del Congo | 25-22, 25-17, 25-21        |
| 8 gennaio 2016 Henri Elende Hall, Brazzaville Durata: ? - Spettatori: ?       | Egitto  | 3 - 1 | Rep. del Congo | 25-16, 25-15, 25-27, 25-16 |
| 9 gennaio 2016 Henri Elende Hall, Brazzaville Durata: ? - Spettatori: ?       | Egitto  | 3 - 0 | Tunisia        | 25-22, 25-20, 25-20        |

##### Classifica
| Pos | Squadra        | Pt | G | V | P | SV | SP | Ratio | PF  | PS  | Ratio |
| --- | -------------- | -- | - | - | - | -- | -- | ----- | --- | --- | ----- |
| 1   | Egitto         | 6  | 2 | 2 | 0 | 6  | 1  | 6.000 | 175 | 136 | 1.286 |
| 2   | Tunisia        | 3  | 2 | 1 | 1 | 3  | 3  | 1.000 | 137 | 135 | 1.014 |
| 3   | Rep. del Congo | 0  | 2 | 0 | 2 | 1  | 6  | 0.166 | 134 | 175 | 0.765 |

#### Girone B

##### Risultati
| 7 gennaio 2016 Henri Elende Hall, Brazzaville Durata: 1h:31 - Spettatori: 200 | Camerun      | 3 - 0 | RD del Congo | 25-21, 25-18, 25-22        |
| 7 gennaio 2016 Henri Elende Hall, Brazzaville Durata: 1h:19 - Spettatori: 200 | Algeria      | 3 - 0 | Nigeria      | 25-14, 25-21, 25-16        |
| 8 gennaio 2016 Henri Elende Hall, Brazzaville Durata: ? - Spettatori: ?       | RD del Congo | 3 - 1 | Nigeria      | 21-25, 26-24, 28-26, 25-14 |
| 8 gennaio 2016 Henri Elende Hall, Brazzaville Durata: ? - Spettatori: ?       | Camerun      | 0 - 3 | Algeria      | 17-25, 13-25, 16-25        |
| 9 gennaio 2016 Henri Elende Hall, Brazzaville Durata: ? - Spettatori: ?       | Algeria      | 3 - 0 | RD del Congo | 25-17, 25-18, 25-11        |
| 9 gennaio 2016 Henri Elende Hall, Brazzaville Durata: ? - Spettatori: ?       | Nigeria      | 0 - 3 | Camerun      | 18-25, 20-25, 20-25        |

##### Classifica
| Pos | Squadra      | Pt | G | V | P | SV | SP | Ratio | PF  | PS  | Ratio |
| --- | ------------ | -- | - | - | - | -- | -- | ----- | --- | --- | ----- |
| 1   | Algeria      | 9  | 3 | 3 | 0 | 9  | 0  | MAX   | 225 | 153 | 1.470 |
| 2   | Camerun      | 6  | 3 | 2 | 1 | 6  | 3  | 2.000 | 196 | 194 | 1.010 |
| 3   | RD del Congo | 3  | 3 | 1 | 2 | 3  | 7  | 0.428 | 217 | 239 | 0.907 |
| 4   | Nigeria      | 0  | 3 | 0 | 3 | 1  | 9  | 0.111 | 198 | 225 | 0.880 |

### Finali 1º e 3º posto
|  | Semifinali | Semifinali | Semifinali |         |        | Finale 1º/2º posto | Finale 1º/2º posto | Finale 1º/2º posto |  |
|  |            |            |            |         |        |                    |                    |                    |  |
|  | Egitto     | Egitto     | 3          |         |        |                    |                    |                    |  |
|  | Egitto     | Egitto     | 3          |         |        |                    |                    |                    |  |
|  | Camerun    | Camerun    | 0          |         |        |                    |                    |                    |  |
|  | Camerun    | Camerun    | 0          |         | Egitto | Egitto             | 3                  |                    |  |
|  |            |            |            |         | Egitto | Egitto             | 3                  |                    |  |
|  |            |            | Tunisia    | Tunisia | 2      |                    |                    |                    |  |
|  | Algeria    | Algeria    | Tunisia    | Tunisia | 2      | 2                  |                    |                    |  |
|  | Algeria    | Algeria    |            |         |        | 2                  |                    |                    |  |
|  | Tunisia    | Tunisia    | 3          |         |        | Finale 3º/4º posto | Finale 3º/4º posto | Finale 3º/4º posto |  |
|  | Tunisia    | Tunisia    | 3          |         |        |                    |                    |                    |  |
|  |            |            |            |         |        |                    |                    |                    |  |
|  |            |            |            |         |        | Camerun            | Camerun            | 2                  |  |
|  |            |            |            |         |        | Camerun            | Camerun            | 2                  |  |
|  |            |            |            |         |        | Algeria            | Algeria            | 3                  |  |

#### Semifinali
| 11 gennaio 2016 Henri Elende Hall, Brazzaville Durata: ? - Spettatori: ? | Egitto  | 3 - 0 | Camerun | 25-22, 25-17, 25-19               |
| 11 gennaio 2016 Henri Elende Hall, Brazzaville Durata: ? - Spettatori: ? | Algeria | 2 - 3 | Tunisia | 26-24, 22-25, 25-15, 26-28, 13-15 |

#### Finale 3º posto
| 12 gennaio 2016 Henri Elende Hall, Brazzaville Durata: ? - Spettatori: ? | Camerun | 2 - 3 | Algeria | 25-18, 24-26, 13-25, 25-18, 13-15 |

#### Finale
| 12 gennaio 2016 Henri Elende Hall, Brazzaville Durata: ? - Spettatori: ? | Egitto | 3 - 2 | Tunisia | 25-19, 20-25, 25-18, 19-25, 16-14 |

#### Finale 5º posto
| 11 gennaio 2016 Henri Elende Hall, Brazzaville Durata: ? - Spettatori: ? | Rep. del Congo | 3 - 0 | RD del Congo | 25-22, 26-24, 25-18 |

## Classifica finale
| Pos | Squadra        | Qualificazione                               |
| --- | -------------- | -------------------------------------------- |
|     | Egitto         | Giochi della XXXI Olimpiade                  |
|     | Tunisia        | Torneo di qualificazione mondiale (girone B) |
|     | Algeria        | Torneo di qualificazione mondiale (girone B) |
| 4   | Camerun        |                                              |
| 5   | Rep. del Congo |                                              |
| 6   | RD del Congo   |                                              |
| 7   | Nigeria        |                                              |